# HD 139980
HD 139980，又名CD-3710441，SAO 206887、HR 5837，是一颗恒星，视星等为5.24，位于銀經336.71，銀緯13.97，其B1900.0坐标为赤經15h 36m 8.2s，赤緯-37° 13.97′ 14″。